# Criolls de l'Alta Guinea
Els criolls de l'Alta Guinea són les llengües criolles parlades en països localitzats en la regió de l'Alta Guinea com a Guinea Bissau, Cap Verd, Casamance, al Senegal, i Gàmbia, que van tenir una substancial influència del portuguès en la gramàtica o lèxic. Es van originar a les antigues colònies africanes de Portugal en aquella regió. Actualment hi ha dues llengües criolles distintes que formen aquest grup: el crioll capverdià parlat a Cap Verd i el crioll de Guinea Bissau que és la lingua franca de Guinea Bissau i també a Casamance, el la seva variant coneguda com a crioll de Casamance. Cal destacar que els criolls parlats a Cap Verd i a Guinea Bissau i Casamance són dues llengües distintes i no dues varietats de la mateixa llengua.

## Història
Durant els segles xv i xvi al llarg de la costa del Senegal, Gàmbia i de Guinea l'arribada de molts comerciants originaris de Portugal i de mestissos van contribuir a la disseminació del portuguès en aquestes regions. Actualment es parlen llengües criolles a Cap Verd, Guinea Bissau, Casamance (Senegal) i Gàmbia.
A l'arxipèlag de Cap Verd, que fou descobert pels portuguesos en 1460, l'illa de Santiago fou la primera a ser poblada, després de seguida l'illa de Fogo (i les illes de Maio i Brava), servint de factoria d'esclaus. Les illes de Santo Antão i São Nicolau foren poblades en 1570, i pel que fa a les restants illes de Barlavento (São Vicente, Sal i Boavista) foren poblades a partir del segle xviii. Segons algunes fonts, la varietat de Santiago es va formar en les primeres dècades després del descobriment de l'illa i actualment és considerat un dels criolls més antics. Principalment a causa de la insularitat, el crioll capverdià posseeix variacions dialetals significatives, dividint-se en dialectes de Sotavento (els dialectes de les illes de Brava, Fogo, Maio i Santiago) i dialectes de Barlavento (els dialectes de les illes de Boa Vista, Sal, Santo Antão, São Nicolau i São Vicente), ambdós dialectes del crioll capverdià són mútuament intel·ligíbles.
Guinea Bissau fou descoberta en 1446, però fins a 1588 no fou fundada Cacheu, primera població portuguesa, administrativament dependent de Cap Verd, juntament amb la regió de Casamance (actualment pertanyent al Senegal), que era part de la colònia portuguesa de Guinea Bissau fins a 1886, quan una convenció obligà Portugal a cedir aquest territori a França a conseqüència de la Conferència de Berlín. Durant alguns segles, el territori de Guinea Bissau va ser un punt molt important per al comerç d'esclaus. Les migracions internes i la geografia del país van contribuir al plurilingüisme que el país presenta avui, amb prop de vint llengües diferents parlades a Guinea Bissau que corresponen a les ètnies presents al territori, com malinkes, balantes, fulbe, manjacs, papels i, etc. La convivència del crioll de Guinea-Bissau amb les llengües africanes fa que aquesta llengua criolla sigui més africana que el crioll de Cap Verd.

## Característiques
Actualment els criolls portuguesos de l'Alta Guinea engloben els criolls de Cap Verd (varietats de Barlavento i de Sotavento), de Guinea Bissau i de Casamance, al Senegal. Són els criolls portuguesos més antics i que mantenen gran vitalitat, malgrat de no ser llengües oficials, tot i que són llengües nacionals.
El kriolu de Cap Verd o kauberdianu és la llengua materna de tots els capverdians nascut a l'arxipèlag (descobert pels portuguesos en 1460) i també de la majoria dels capverdians que emigraren a altres països, sumant en total potser uns 800.000 individus. Això vol dir que gairebé hi ha més capverdians residit a l'estranger que al propi país, que al cens de 2010 tenia 436.821 habitants. Aquest crioll es va originar inicialment a Santiago i a Fogo, les primeres illes poblades i colonitzades amb europeus i esclaus vinguts de la costa occidental d'Àfrica. Té dues varietats principals, la de Barlavento i la de Sotavento
El kriol en el seu nom regional és la língua franca de Guinea Bissau, va sorgir en la regió dels rius de Guinea, del riu Senegal a la Sierra Leone, en l'inici del segle xvi, en particular en les "praças" que servien com a posicions comercials als portuguesos, tals com Cacheu, Ziguinchor, Geba i Farim. Aquesta va ser la primera llengua criolla que va sorgir del contacte entre pobles europeus i africans.
A Ziguinchor, localitzada a l'actual regió senegalesa de Casamance, que després de l'establiment de fronteres amb el govern francès en 1886 va deixar de ser domini portuguès, es parla una varietat del crioll de Cacheu, amb influència del crioll de Bissau (ambdós varietats del crioll de Guinea Bissau), però amb característiques gramaticals i lèxiques pròpies.
Mentre el crioll capverdiào es va mantenir només en contacte amb el portuguès, parlada també com segona llengua i de vegades també com llengua materna per una part considerable de la població, els criolls de Guinea-Bissau i de Casamance coexisteixen no sols amb el portuguès i el francès, respectivament, sinó amb les múltiples llengües africanes presents en aquests territoris, dels quals reben constants influències. Més específicament a Guinea Bissau, el crioll, llengua materna o segona llengua de gran part dels habitants, conviu amb més de vint llengües dels grups Oest-Atlàntic i Mande.

## Situació actual
El crioll capverdià és parlat per 492.000 persones a Cap Verd (Cens de 2010), 325.000 la varietat de Sotavento i 167.000 la de Barlavento. La població total de parlants presents arreu: 1.202.000, d'ells 80.000 monolíngües. La població ètnicaés d'un milió. Quant a usuaris com segona llengua, la majoria dels immigrants residents a Cap Verd tendeixen a aprendre el crioll capverdià, a fi d'interactuar eficaçment amb tots els segments de la societat, especialment aquells implicats en els negocis, incloent una gran població de xinesos.
El crioll de Guinea Bissau és parlat per 206.000 a Guinea Bissau (World Factbook 2006). La població total de parlants presents arreu és de 483.400 persones. Uns 600.000 l'usen com a segona llengua a Guinea Bissau.
En 1990 hi havia 55.000 parlants nadius del crioll de Casamance principalment a regió de Casamance, al Senegal, i també a Gàmbia.